# Gillingsværdet
Gillingsværdet er et angelsaksisk sværd, der blev fundet af en skoledreng i floden Gilling Beck, i Gilling West i North Yorkshire i 1976. Det er dateret til slutningen af 800-tallet eller begyndelsen af 900-tallet.
Sværdet er 83,8 cm langt og tveægget. Håndtaget er dekoreret med sølv.
Klingen måler 70 cm fra parerstangen. Den er 5,2 cm bred ved håndtaget og bliver gradvist smallere. Bladet har en lav blodrille i hele længden, og der er rester af damascering i overfladen. Pommelen er dekoreret med bånd af sølv, som matcher de fem bånd på håndtaget.
Sværdet er udstillet på Yorkshire Museum.